# Yaiza Castilla Herrera
Yaiza Castilla Herrera, née le 5 juillet 1984, est une femme politique espagnole membre du Groupement socialiste gomérien (ASG).

## Biographie

### Vie privée
Elle est célibataire.

### Activités politiques
Le 20 décembre 2015, elle est élue sénatrice pour la Gomera au Sénat et réélue en 2016.
Au Sénat, elle est porte-parole à la commission de l'Égalité.